# Cadillac Arena
Cadillac Arena – hala widowiskowo-sportowa w Pekinie, stolicy Chin. Została otwarta 11 stycznia 2008 roku. Może pomieścić 18 000 widzów. Obiekt służy m.in. koszykarzom drużyny Beijing Ducks oraz hokeistom zespołu Kunlun Red Star. Hala była jedną z aren Letnich Igrzysk Olimpijskich 2008, a także jednym z obiektów Zimowych Igrzysk Olimpijskich 2022.

## Historia
Budowa hali rozpoczęła się 29 marca 2005 roku i zakończyła 11 stycznia 2008 roku. Obiekt powstał z myślą o Letnich Igrzyskach Olimpijskich 2008, w trakcie których rozegrano w nim wszystkie spotkania zawodów koszykarskich (zarówno turnieju kobiet, jak i mężczyzn). Obok hali powstał także tymczasowy obiekt do baseballa, na którym w ramach igrzysk w 2008 roku rozegrano mecze turnieju baseballowego.
W 2019 roku w hali rozegrano część spotkań (w tym finał) mistrzostw świata w koszykówce.
Podczas Zimowych Igrzysk Olimpijskich 2022 w hali zostało rozegranych część meczów żeńskiego i męskiego turnieju hokeja na lodzie (w tym finał kobiecych rozgrywek). Hala jest jednym z nielicznych obiektów, który gościł zawody zarówno podczas letnich, jak i zimowych igrzysk olimpijskich.
W hali występują m.in. koszykarze drużyny Beijing Ducks występującej w lidze CBA oraz hokeiści zespołu Kunlun Red Star grającego w rozgrywkach KHL.
24 listopada 2018 roku w hali odbyła się gala UFC. Obiekt gościł również koncerty muzyczne, wystąpili w niej m.in. Bruno Mars, Avril Lavigne i Usher.

## Opis
Hala posiada trybuny mogące pomieścić 18 000 widzów. Z zewnątrz przykryta jest aluminiową elewacją w kolorze złotym, przywodzącą na myśl snopy siana bądź łodygi bambusa. W centralnej części areny, pod dachem, zawieszono wieloekranowy telebim. Obiekt służy różnym dyscyplinom sportowym, zwłaszcza koszykówce oraz hokejowi na lodzie (konwersja z lodowiska w halę koszykarską zajmuje 6 godzin), przystosowany jest także do organizacji imprez pozasportowych, w tym koncertów. Od 2017 roku, w związku z umową sponsorską, hala znana jest pod nazwą Cadillac Arena; wcześniej zwana była m.in. Wukesong Arena, LeSports Center i Mastercard Center.